# Amphoe Huai Krachao
Amphoe Huai Krachao (Thai: อำเภอห้วยกระเจา) ist ein Landkreis (Amphoe – Verwaltungs-Distrikt) im östlichen Teil der Provinz Kanchanaburi. Die Provinz Kanchanaburi liegt im westlichen Teil der Zentralregion von Thailand an der Grenze zu Myanmar. 

## Geographie
Die benachbarten Landkreise sind (von Süden im Uhrzeigersinn): die Amphoe Phanom Thuan, Bo Phloi und Lao Khwan der Provinz Kanchanaburi, sowie Amphoe U Thong der Provinz Suphan Buri.

## Geschichte
Die Tambon Huai Krachao, Wang Phai, Sa Long Ruea und Don Salaep wurden am 30. April 1994 vom Amphoe Phanom Thuan abgetrennt, um den „Zweigkreis“ (King Amphoe) Huai Krachao einzurichten.
Er bekam den vollen Amphoe-Status am 11. Oktober 1997.

## Verwaltung

### Provinzverwaltung
Der Landkreis Huai Krachao ist in vier Tambon („Unterbezirke“ oder „Gemeinden“) eingeteilt, die sich weiter in 73 Muban („Dörfer“) unterteilen.
| Nr. | Name         | Thai      | Muban | Einw.  |
| --- | ------------ | --------- | ----- | ------ |
| 1.  | Huai Krachao | ห้วยกระเจา | 21    | 09.617 |
| 2.  | Wang Phai    | วังไผ่      | 11    | 04.505 |
| 3.  | Don Sae Lop  | ดอนแสลบ   | 24    | 12.261 |
| 4.  | Sa Long Ruea | สระลงเรือ  | 17    | 07.558 |

### Lokalverwaltung
Es gibt zwei Kommunen mit „Kleinstadt“-Status (Thesaban Tambon) im Landkreis:
- Huai Krachao (Thai: เทศบาลตำบลห้วยกระเจา) bestehend aus dem kompletten Tambon Huai Krachao.
- Sa Long Ruea (Thai: เทศบาลตำบลสระลงเรือ) bestehend aus dem kompletten Tambon Sa Long Ruea.

Außerdem gibt es zwei „Tambon-Verwaltungsorganisationen“ (องค์การบริหารส่วนตำบล – Tambon Administrative Organizations, TAO)
- Wang Phai (Thai: องค์การบริหารส่วนตำบลวังไผ่) bestehend aus dem kompletten Tambon Wang Phai.
- Don Sae Lop (Thai: องค์การบริหารส่วนตำบลดอนแสลบ) bestehend aus dem kompletten Tambon Don Sae Lop.